# Pimenta filipes
Espèce
Synonymes
- Krokia filipes (Urb.) Borhidi & O.Muñiz[1]
- Krokia leonis Borhidi & O.Muñiz[1]
- Krokia moaensis (Areces) Borhidi & O.Muñiz[1]
- Myrtekmania filipes Urb.[1] [2]
- Myrtekmania moaensis Areces[1]
- Pimenta moaensis Borhidi & O.Muñiz[1]

Statut de conservation UICN

 VU B1+2c : Vulnérable
Pimenta filipes est une espèce de plantes à fleurs du genre Pimenta de la famille des Myrtaceae. C'est un arbre endémique de Cuba.